# Paul Falk
Paul Falk (ur. 21 grudnia 1921 w Dortmundzie, zm. 20 maja 2017 w Queidersbach) – niemiecki łyżwiarz figurowy, startujący w parach sportowych z żoną Rią Falk, z domu Baran. Mistrz olimpijski z Oslo (1952), dwukrotny mistrz świata (1951, 1952), dwukrotny mistrz Europy (1951, 1952) oraz 6-krotny mistrz kraju.
W trakcie kariery amatorskiej Paul Falk poślubił swoją partnerkę sportową Rię Baran. Małżeństwo Falków było pierwszą parą sportową, która wykonała w zawodach podwójne skoki równoległe oraz podnoszenia lassowe z grupy 5. 
W 1951 roku małżeństwo Falków zostało mistrzami świata we wrotkarstwie.
Małżeństwo Falków nigdy nie przegrało w zawodach amatorskich w których mogli startować dopiero od 1951 roku z powodu wykluczenia Niemiec po II wojnie światowej. W 1952 roku, w trakcie sezonu olimpijskiego, ojciec Karol i Petera Kennedych, którzy przed dołączeniem Falków do rywalizacji w zawodach byli jednymi z głównych pretendentów do złota olimpijskiego, zakwestionował status Falków jako zawodników amatorskich, ale dochodzenie zostało umorzone tuż przed igrzyskami. Ostatecznie na igrzyskach Falkowie zdobyli złoto, zaś rodzeństwo Kennedych srebro. Po zdobyciu mistrzostwa olimpijskiego Falkowie rozpoczęli karierę profesjonalną w rewii łyżwiarskiej Holiday on Ice. W 1951 roku Paul został wybrany Sportowcem Roku w swojej ojczyźnie. Z zawodów był inżynierem. Zmarł w 2017 roku, w wieku 96 lat po długiej chorobie. W momencie śmierci był najdłużej żyjącym niemieckim mistrzem olimpijskim.

## Osiągnięcia
Z Rią Falk
| Zawody               | 1947           | 1948           | 1949           | 1950           | 1951           | 1952           |                |                |                |                |                |                |                |                |                |                |                |
| Międzynarodowe       | Międzynarodowe | Międzynarodowe | Międzynarodowe | Międzynarodowe | Międzynarodowe | Międzynarodowe | Międzynarodowe | Międzynarodowe | Międzynarodowe | Międzynarodowe | Międzynarodowe | Międzynarodowe | Międzynarodowe | Międzynarodowe | Międzynarodowe | Międzynarodowe | Międzynarodowe |
| -------------------- | -------------- | -------------- | -------------- | -------------- | -------------- | -------------- | -------------- | -------------- | -------------- | -------------- | -------------- | -------------- | -------------- | -------------- | -------------- | -------------- | -------------- |
| Igrzyska olimpijskie |                |                |                |                |                | 1              |                |                |                |                |                |                |                |                |                |                |                |
| Mistrzostwa świata   |                |                |                |                | 1              | 1              |                |                |                |                |                |                |                |                |                |                |                |
| Mistrzostwa Europy   |                |                |                |                | 1              | 1              |                |                |                |                |                |                |                |                |                |                |                |
| Krajowe              |                |                |                |                |                |                |                |                |                |                |                |                |                |                |                |                |                |
| Mistrzostwa Niemiec  | 1              | 1              | 1              | 1              | 1              | 1              |                |                |                |                |                |                |                |                |                |                |                |

## Nagrody i odznaczenia
- Światowa Galeria Sławy Łyżwiarstwa Figurowego – 1993[3]